# Codrington (stad)
Codrington is de enige plaats op het eiland Barbuda, binnen de eilandstaat Antigua en Barbuda. De plaats bevindt zich aan de westzijde van het eiland aan de Codringtonlagune.

## Geschiedenis
De plaats werd in 1667 gesticht als hoofdwoonplaats op het eiland door de familie van de Britten Christopher Codrington (gouverneur) en John Codrington, die Barbuda voor 50 jaar in lease kregen vanaf 1685 in ruil voor "One fat sheep on demand" aan koning Karel II. Het was de bedoeling om een plantage te stichten, maar de grond was niet geschikt. Er werden contractarbeiders en vrijgelaten slaven geworven als ambachtlieden als kuipers, scheepsbouwers en metaalbewerkers. De arbeiders kregen een stuk grond genaamd grung voor zelfvoorzieningslandbouw.
Uiteindelijk zou de familie deze lease voortzetten tot 1870. Bij het dorp werd een rechthoekig stenen kasteel met wachttorens en schietgaten gebouwd door de familie als bescherming tegen aanvallen door indianen en de Fransen, maar tijdens een aardbeving in 1843 raakte het zwaar beschadigd en er is weinig van overgebleven.

### Slavenopstanden
De familie bezat tot begin 19e eeuw vele slaven. In 1741 vond een slavenopstand plaats in Codrington, uit onvrede over het 'wrede en tirannieke' gedrag van slavenhouder Thomas Beach. Hierbij werden een aantal stuks vee geslacht, verwoestingen aangericht in Codrington en vluchtten een aantal slaven. In 1745 volgde een tweede opstand, waarbij slavenhouder McNish werd vermoord, nadat deze slaven die schapen en vee hadden gestolen had verminkt. Deze opstand leidde tot de inname van het kasteel, waarop het Britse garnizoen uit Antigua te hulp werd geroepen. Deze wist de opstand neer te slaan en liet twee opstandelingen op de brandstapel zetten. Er zouden echter nog meer opstanden volgen, waarvan die van 1834-35 de grootste was, toen een poging werd ondernomen door de slavenhouders om alle Barbudanen naar Antigua te verslepen en het leger wederom werd ingeschakeld. De opstand werd neergeslagen, maar de slaven werden vrijgelaten.

### Orkaan Irma
In 2017 werd Barbuda zwaar getroffen door orkaan Irma. Premier Gaston Browne verklaarde dat 95% van de gebouwen op het eiland beschadigd tot verwoest waren door de categorie 5-orkaan, hierdoor werd Barbuda de facto onbewoonbaar. Eén kind is omgekomen. Na Irma werd de volledige bevolking van het eiland (zo'n 1700 bewoners) geëvacueerd naar het naburige Antigua. Hierdoor woont er voor het eerst in 300 jaar geen mens meer op Barbuda. Aan gedeelte van de bewoners zijn teruggekeerd naar Codrington.

## The Castle en Ginnery
The Castle was een kasteel dat in de jaren 1680 door John Codrington was aangelegd ter verdediging tegen piraten en vijandelijke mogelijkheden. Het bevond zich bij de aanlegsteiger in de lagune. In 1710 werd het kasteel verwoest door de Fransen. In 1720 werd het kasteel herbouwd. In 1745 werd het veroverd tijdens de slavenopstand. In 1843 werd het kasteel verwoest door een orkaan.
De Ginnery werd gebouwd op de locatie van het kasteel en is gedeeltelijk opgetrokken met stenen van het kasteel. Het gebouw bevatte een ontkorrelmachine voor de productie van katoen en werd gebruikt voor de opslag van zout en katoen. Het was tot het begin van de 20e eeuw in gebruik, en deed later dienst als schoolgebouw en vergaderzaal van de eilandsraad. In 2017 werd het dak van de Ginnery vernield door orkaan Irma en is het gebouw niet meer in gebruik.

## Low Bay Beach
Bij Carrington bevindt zich Low Bay Beach, een 18 km lang zandstrand. Het strand werd vroeger ook 17 Mile Beach genoemd, maar is in 1995 door orkaan Luis in twee stukken gebroken. Een gedeelte van het strand is periodiek roze gekleurd vanwege de aanwezigheid van foraminifera. De normale kleur van het strand is wit. Bij Carrington bevinden zich bars, restaurants en hotels, maar het grootste gedeelte van het strand is altijd verlaten.